# Arturo Frondizi

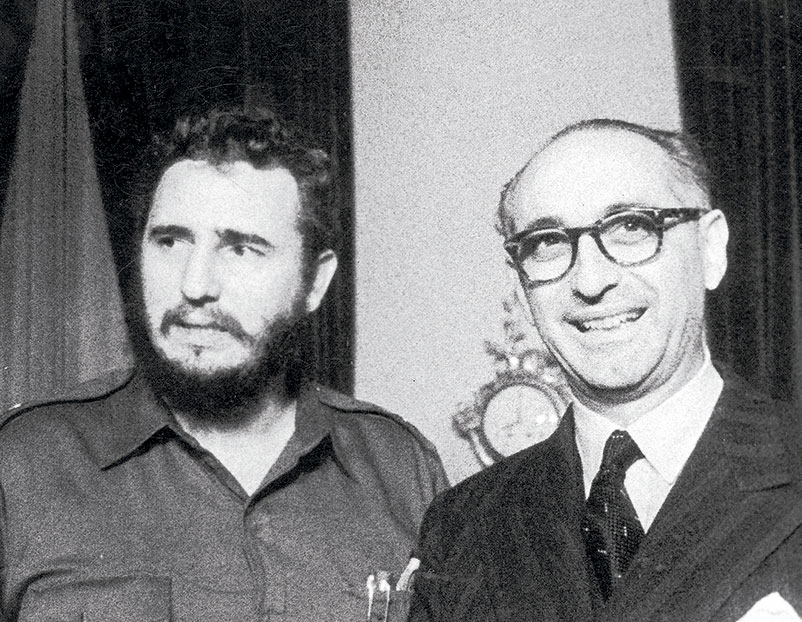
Arturo Frondizi et Fidel Castro à Buenos Aires en 1959

Arturo Frondizi, né le 28 octobre 1908 à Paso de los Libres et mort le 18 avril 1995 à Buenos Aires, est un avocat et homme politique argentin. Il est président de la Nation argentine entre le 1er mai 1958 et le 29 mars 1962.

## Biographie

### Famille et début de carrière
Des douze enfants de la famille de l'immigrant italien Frondizi, trois se signalent par leur brillante carrière : Arturo, président de la nation, Risieri, recteur de l'université de Buenos Aires, et Silvio Frondizi, théoricien trotskyste assassiné par l'organisation terroriste Triple A.
Arturo Frondizi, dirigeant réputé de l'Union civique radicale (UCR) et analyste économique éminent, est un opposant tenace durant le gouvernement de Juan Perón. Cependant, après le coup d'État de 1955, il conclut un accord avec lui, ce qui amène une scission au sein de l'UCR et explique son triomphe lors de l’élection présidentielle de 1958, sous la bannière de l'Union civique radicale intransigeante (UCRI).

### La présidence
Le président Frondizi tente, sans succès, d'agir comme médiateur en 1960 lors de la crise entre Cuba et les États-Unis, ces derniers se refusant à acheter leur quote-part de sucre. Washington décide peu après d'appliquer un embargo à l'égard de Cuba.
Il charge Luis Margaride (futur chef de la police provinciale de Buenos Aires en 1974) d'une campagne de moralisation de la société, entre octobre 1960 et mai 1961, considérant que l'individualisme, la libération sexuelle, etc., sont des chevaux de Troie du communisme. Des milliers de personnes sont ainsi arrêtées par la police à Buenos Aires pendant cette période. Cette expérience est considérée comme le prélude de la campagne générale lancée par la dictature de la Révolution argentine entre 1966 et 1973. Elle est critiquée par un succès littéraire, Buenos Aires : vida cotidiana y alienación (1965), écrit par un ex-président de la Fédération universitaire argentine, Juan José Sebrili, qui écrit que « la soi-disant crise morale du pays est une manière de divertir l'attention de la véritable crise, économique et politique ».
Sur les questions économiques, après avoir dans un premier temps consenti à augmenter les salaires des travailleurs afin de gagner les faveurs des péronistes auxquels il devait en partie son élection à la présidence, il adopte finalement une politique résolument libérale comprenant la dévaluation du peso, la libéralisation des échanges et un programme d’austérité (suppression d’un grand nombre de subventions aux entreprises nationales, restriction du crédit bancaire, hausse des tarifs de transports publics, des impôts...).
En 1961, Frondizi annule la proscription des péronistes qui, lors des élections de 1962, emportent le gouvernement de 10 des 14 provinces, y compris celle très importante de Buenos Aires, où est élu Andrés Framini.
Les Forces armées exigent alors que Frondizi annule les élections, ce qu'il ne fait pas, déclenchant ainsi un nouveau coup d'État qui le renverse en mars 1962.
Frondizi est arrêté et confiné dans l'île Martín García et plus tard à San Carlos de Bariloche jusqu'en 1963.

### Un démocrate à temps partiel
Tout au long de ses années de présidence et des quelques années suivantes, Arturo Frondizi se montre un démocrate radical important. Encore en détention, il se fait le promoteur de la création du Front national et populaire entre l'UCRI et le mouvement péroniste. Mais un secteur majoritaire de l'UCRI décide de se séparer du front et de présenter un candidat propre, Oscar Alende (en) à la présidentielle de 1963, faisant capoter le projet d'alliance. Depuis sa résidence surveillée à San Carlos de Bariloche, Frondizi envoie une lettre à Oscar Alende qui est publiée dans le quotidien La Prensa le 30 mai suivant et où il déclare : 

« Depuis que le radicalisme intransigeant s'est manifesté comme expression politique différenciée, il a adopté pour objectif fondamental d'unir les couches populaires et d'orienter la participation des travailleurs vers les grandes solutions nationales (...). Toute attitude qui exclut la participation organique du justicialisme dans la construction d'une grande nation conspire contre la République, contre le peuple et contre l'essence même du radicalisme. »

Dès ce moment, Frondizi décide d'abandonner le radicalisme, dans ses deux expressions particulières (UCRI et UCRP) et de construire un parti orienté vers le développement, le Mouvement d'intégration et de développement (MID), d'où il donne l'impulsion pour un large accord avec le péronisme. Ainsi, il voyage en mars 1972 à Madrid pour rencontrer pour la première fois son vieil adversaire, le général Perón, rencontre qui aboutit à la constitution du Front civique de libération nationale (FRECILINA), une coalition électorale intégrant les péronistes, le MID et d'autres partis mineurs. Celle-ci est bientôt remplacée par le FREJULI (es) qui remporte les élections de mars 1973.
Cependant dès la fin des années 1970, il enterre ses convictions démocratiques et adhère à des positions totalement contraires, faites de chauvinisme national et d'anticommunisme virulent, appuyant même le Processus de réorganisation nationale des dictatures sanglantes de Videla et consorts. Il s'oppose aussi à la signature d'un accord avec le Chili, qui clôturait le conflit du Beagle.
Quatre ans après son épouse, il meurt en 1995, marginalisé et déconsidéré. Sa dépouille repose au cimetière d'Olivos, dans la province de Buenos Aires.

## Distinctions
- Docteur honoris causa de l'université Waseda[4]